# Култ личности Николаја Чаушескуа
Током Хладног рата, румунски диктатор Николае Чаушеску председавао је најраспрострањенијим култом личности унутар Источног блока. Инспирисана култом личности око Ким Ил-сунга у Северној Кореји, почела је са јулским тезама из 1971. године које су преокренуле либерализацију шездесетих година и наметнуле стриктну националистичку идеологију, успоставиле стаљинистички тоталитаризам и повратак социјалистичком реализму. У почетку је култ личности био фокусиран на самог Чаушескуа. Међутим, почетком осамдесетих, његова жена, Елена Чаушеску - једна од ретких жена комунистичког вође која је и сама имала власт - такође је била у фокусу култа.

## Порекло
Рано семе култа личности може се наћи у акламацији Чаушескуа након његовог говора у којем је осудио инвазију Варшавског пакта на Чехословачку 1968. године. Од тог датума, дошло је до све веће идентификације Румуније са Чаушескуом у оба румунска медија и у изјавама других званичника. Прави почетак култа личности, међутим, дошао је након што је Чаушеску посетио Кину и Северну Кореју 1971. године. Посебно је био импресиониран начином на који су кинески Мао Цедонг и севернокорејски Ким Ил-сунг владали својим земљама, као и култовима личности који их окружују.
Чаушескуов претходник, Георге Георгију-Деж, био је такође предмет култа личности. Међутим, култ који је окруживао Чаушескуа далеко је превазишао све што је окруживало Георгију-Дежа, при чему га је један посматрач описао као "султанистички режим"."

## Kарактеристике
Чаушеску је постао председник Државног Већа 1967. године, чиме је и де јуре и де факто постао шеф државе. Године 1974. додао је титулу председника Републике. Тада је добио краљевско "председничко жезло". 
Поред тога, Чаушеску је био председник Врховног савета за економски и социјални развој, председник Националног савета за рад, и председник Социјалистичке демократије и фронта јединства.
Од раних година, ученици су учили песме  у којима су хваљене "партија, вођа и нација".
Сврха култа је била да се свако јавно противљење Чаушескуу онемогући, јер је по дефиницији сматран непогрешивим и изнад сваке критике.

## Медијски портрети
Чаушеску је почео да буде представљен од стране румунских медија као генијални комунистички теоретичар који је дао значајан допринос Марксизму-Лењинизму и као политички лидер чија је "мисао" била извор свих националних достигнућа. Његова сабрана дела су поново објављивана у редовним интервалима и преведени на неколико језика. Радови су на крају бројали на десетине књига и били су свеприсутни у румунским књижарама. Елена је представљена као "Мајка нације". По свему судећи, њена таштина и њена жеља за почастима надмашила је њеног супруга.
Медији су користили израз "златно доба Чаушескуа" и мноштво фомулаичних назива као што су "гарант напретка и независности нације" и "визионарски архитекта будућности нације". Дан Ионеску, са Радија Слободна Европа, саставио је листу епита за Чаушескуа које су користили румунски аутори. Међу њима су били "архитекта", "небеско тело" (Михаи Бениуц), "демиург", "секуларни бог" (Корнелиу Вадим Тудор), "јелка", "Принц Шармантан" (Ион Маноле), "гениј", "светац" (Еуген Барбу), "чудо", "јутарња звезда" (Василе Андронахе), "навигатор" (Виктор Нистеа), "спаситељ" (Николае Стоиан), "сунце" (Алекандру Андритоиу), "титан" (Ион Потопин) и "визионар" (Виорел Kозма).  Он се најчешће описивао као Проводилац, или "вођа".
Међутим, он је такође описиван као човек скромног порекла, који се својим напорима уздигао на врх, и тиме је симболички повезан са обичним народним херојима у румунској историји, као што су Хореа и Аврам Ианцу.
Није изненађујуће да су Чаушескови били веома забринути за свој јавни имиџ. Већина фотографија их је приказала у касним 40-им. Румунска државна телевизија била је под строгим налозима да их прикаже на најбољи могући начин. На пример, произвођачи су морали пажљиво да осигурају да Чаушескуов мали раст (био је висок 1,65 метара) никада није био наглашен на екрану. Елена никада није виђена у профилу због њеног великог носа и свеукупног  изгледа. Последице за кршење ових правила биле су озбиљне; један продуцент је показао снимак Чаушескуа који трепће и муца, и било му је забрањено да ради три месеца.
У једном тренутку, свеприсутне фотографије Чаушескуа су представљале једну фотографију у којој је приказан у полу-профилу, са само једним приказом уха. После шале о томе како је портрет "на једно ухо" (румунски идиом значи "бити луд"), фотографије са профила су сматране неприкладнима и портрети су замењени новим фотографијама у којима су оба уха била јасно видљива.